# Henry Beresford (6e marquis de Waterford)
Henry de La Poer Beresford, 6e marquis de Waterford (28 avril 1875-1er décembre 1911), est un pair irlandais, titré comte de Tyrone jusqu'en 1895.

## Biographie

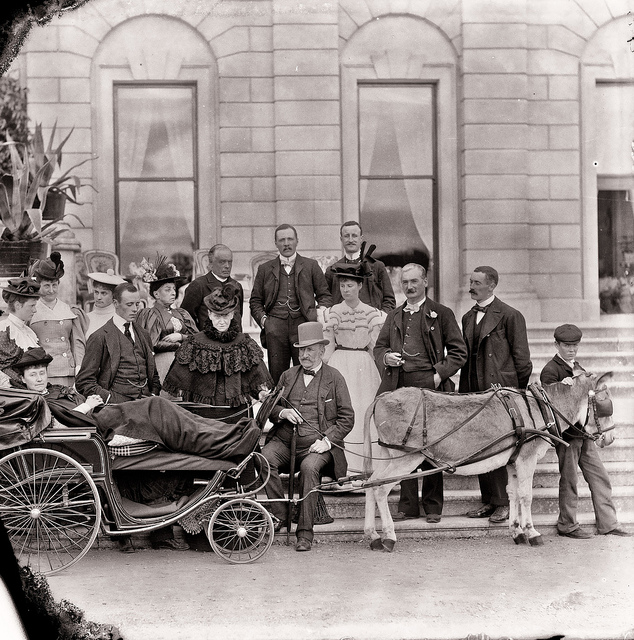
Le 6e marquis de Waterford debout derrière la voiture de sa mère, la marquise douairière Lady Waterford. À côté de lui, se tiennent ses grands-parents, le duc et la duchesse de Beaufort (1896).

Henry Beresford fait ses études au Collège d'Eton et est officier dans le 4e bataillon du régiment du Worcestershire avant de devenir marquis de Waterford en 1895 à la mort de son père par suicide. Lorsque Lord Waterford devient majeur en 1896, sept cents invités, dont son grand-père le duc de Beaufort, assistent aux célébrations au siège de la famille de Curraghmore .
Il est nommé lieutenant adjoint de Northumberland le 21 mai 1901, et investi comme Chevalier de l'Ordre de Saint-Patrick le 15 mars 1902 .
Le 10 février 1902, il est nommé lieutenant-colonel commandant la Yeomanry impériale du sud de l'Irlande. Le mois suivant, il est détaché au 37e Bataillon de la Yeomanry impériale, avec le grade temporaire de capitaine dans l'armée. Le bataillon a été levé pour fournir des soldats pour la seconde guerre des Boers et part fin mai 1902 pour l'Afrique du Sud , arrivant au Cap le mois suivant. La paix est annoncée pendant qu'ils sont en mer, cependant, et Lord Waterford rentre bientôt chez lui, démissionnant de sa commission dans la Yeomanry impériale le 25 août 1902.

## Famille
Le 16 octobre 1897, il épouse Beatrix Frances Petty-FitzMaurice. Ils ont six enfants:
- Lady Blanche Maud Beresford (1898-1940), qui épouse Richard Girouard et a trois enfants
- Lady Katharine Nora Beresford (1899–1991), qui épouse son cousin David Dawnay et a des enfants
- John Beresford (7e marquis de Waterford) (1901-1934)
- Beatrix Patricia Beresford (1902–), qui épouse Lynden Miller et a des enfants
- William Beresford (1905-1973), qui épouse Rachel Page et a des enfants
- Hugh Beresford (1908-1941), décédé célibataire alors qu'il sert dans la Royal Navy. Perdu avec HMS Kelly au sud de la Crète, le 23 mai 1941.

Après la mort de Lord Waterford, Beatrix se remarie et devient Lady Osborne Beauclerk, mais est mieux connue sous le nom de Beatrix Beauclerk. Elle devient duchesse de Saint-Albans lorsque son mari, Osborne Beauclerk, devient duc en 1934.